# La dictadura perfecta
La dictadura perfecta es una película de comedia y sátira política mexicana de 2014, dirigida por Luis Estrada a partir de un guion que coescribió con Jaime Sampietro. Cuenta con un reparto coral, protagonizada por Damián Alcázar, Alfonso Herrera, María Rojo, Joaquín Cosío, Silvia Navarro, Salvador Sánchez y Osvaldo Benavides. 
La película reflejó una abierta crítica al gobierno de Enrique Peña Nieto, presidente de México en turno durante el estreno de la misma, así como a la red de corrupción que estableció con Televisa, la empresa de medios de comunicación más grande en el continente americano.
La cinta fue elegida por la Academia Mexicana de Artes y Ciencias Cinematográficas (AMACC), para representar a México en la entrega XXIX de los Premios Goya 2015, en la categoría de Mejor película iberoamericana.

## Argumento
Cuando el presidente de la república comenta que los mexicanos son mejores que «los negros» en la recepción de las cartas credenciales del embajador Ford de los Estados Unidos, y a su vez causa furor en pocas horas en las redes sociales, siendo objeto de burlas así como memes y sátiras en todos los medios de expresión posibles, este envía un mensaje a Televisión Mexicana (TV MX) pidiendo que desvíen la atención del público de este error. Así, TV MX lanza un vídeo que involucra crímenes del gobernador Carmelo Vargas en el noticiero estelar 24hrs en 30min conducido por el célebre Javier Pérez Harris. Intentando que su imagen no se vea perjudicada por estos escándalos, el gobernador Vargas decide negociar con la televisora para limpiar su imagen y ser convertido en una estrella política.
Carlos Rojo, productor de noticias de TV MX, y Ricardo Díaz, reportero estrella del canal, son enviados al Estado donde gobierna Carmelo Vargas para realizar una serie de reportajes en los que se muestren las buenas obras que ha realizado en sus años de gobernatura (no sin antes ser recibidos por un grupo de narcotraficantes con los que se presume están coludidos, pacificando todo piden incluso la foto con el reportero estrella). Ahí, Carlos Rojo se encontrará con el diputado Agustín Morales, el líder de la oposición, quién decide ante el Congreso Estatal pedir la renuncia de Vargas. Sin embargo, tras recibir un atentado en el que casi pierde la vida dentro del mismo Congreso, Carlos Rojo y el gabinete deciden buscar una noticia que sirva para distraer a la gente de este evento, y que a la vez se identifique con ella.
Ana y Elena Garza, dos pequeñas gemelas son secuestradas ante el descuido de su nana. La información llega a la Procuraduría de Justicia del Estado, donde el equipo de TV MX decide aprovecharse de esta situación para mantener esta noticia al aire con un continuo seguimiento durante varios días. El gobernador comienza a organizar operativos de búsqueda fingiendo interés por la situación. Además, Carlos Rojo obliga a Lucía y Salvador Garza a firmar un contrato de exclusividad para TV MX donde aceptan que solo podrán ser entrevistados por esta televisora. Mientras avanzan los días, la población del país es conquistada por esta noticia, convertida en nacional, que junto con la telenovela estelar Los Pobres también Aman, consigue distraer a la población que no se imagina toda la serie de injusticias que se cometen para poder mantener este plan en pie.
El diputado Morales, ya casi recuperado es citado una noche por el vocero y ahijado del Gobernador Vargas para entregarle los contratos que tiene TV MX con el gobernador, por lo que el diputado se reúne con Carlos para reclamarle sobre lo sucedido y pedirle 10 minutos en el noticiero de Pérez Harris para presentar más pruebas contra Vargas, Carlos, preocupado y confundido, le comunica a su jefe José Hartmann sobre lo sucedido, este le dice que le confirme al diputado de su participación en el noticiero, Vargas se entera de que su ahijado fue quien daba las pruebas en su contra, por lo que lo asesina delante de Carlos. En el noticiero habían inventado un escándalo de violación y corrupción de menores por parte del diputado Morales para dañar su imagen, el diputado siendo víctima de tal calumnia se enfurece y es sacado del estudio, más tarde es asesinado (Haciéndolo parecer un suicidio) en su habitación del hotel en el que estaba hospedado mientras hacia twitcam para dar testimonio de la corrupción de TV MX.    
Cuando un testigo comenta que reconoce a los secuestradores de las niñas, TV MX cambia su estrategia; Pérez Harris, pide en su noticiero a nombre de Televisión Mexicana, y de la fundación "Sí se puede", a que se envíen donativos para lograr recaudar el millón de dólares que piden los secuestradores como rescate. Cuando las niñas son entregadas a la policía por Doña Chole, una cómplice de los secuestradores, y los padres se niegan a ser grabados y entrevistados, dando como resultado la falta de un final, se realiza un montaje donde se finge el rescate de las niñas como si de un operativo se tratase, la farsa resulta ser un éxito desviando la atención de los fallos anteriores. Así Carmelo Vargas es aclamado por el público y la familia Garza avala su apoyo. Mientras tanto el presidente de la república es entrevistado en vivo por Pérez Harris sobre el aumento de los precios de la canasta básica, a lo que responde que el no es «la señora de la casa», como para poder predecir el efecto que tendrá este aumento. Evidentemente el conductor del noticiero no puede evitar reír por lo jocoso y vergonzoso de la situación motivo por el cual es sacado del set al terminar el noticiero. Acto seguido después de este episodio y un tiempo después se reestructura el esquema de noticieros de TV-MX Quedando el reportero estrella a cargo del noticiero mientras parte de su personal queda a cargo de otras tareas de importancia más aún al ir a comerciales en TV MX se muestra un anuncio de Celmex donde se indica que a pesar de todo el pueblo se mantiene unido y un Spot del ahora candidato a la presidencia Carmelo Vargas junto a la actriz de la misma telenovela quien fungió como la potencial primera dama.
Dos años después, Carmelo Vargas logra ser presidente de la república habiendo participado como candidato de la coalición "Unidos por México" de los tres partidos más importantes del país, el Partido Revolucionario Institucional, el Partido Acción Nacional y el Partido de la Revolución Democrática. Este toma posesión el 1° de diciembre de 2018, siendo ahora presidente por los próximos 6 años, y siendo la primera dama, Jazmín, la actriz estrella de TV MX. La familia Garza sale en el programa TV MX, y anuncia la firma del contrato para que sus gemelas salgan en la próxima telenovela estelar.

## Reparto
- Damián Alcázar como gobernador Carmelo Vargas
- Alfonso Herrera como Carlos Rojo, el productor
- Joaquín Cosío como diputado Agustín Morales, líder de la oposición
- Osvaldo Benavides como Ricardo Díaz, reportero estrella de TV MX
- Silvia Navarro como Lucía de Garza
- Flavio Medina como Salvador Garza
- Saúl Lisazo como Javier Pérez Harris, conductor del noticiero 24hrs en 30min
- Tony Dalton como José Hartmann, director de TV MX
- Salvador Sánchez como general secuestrador
- Enrique Arreola como secretario de gobierno
- Arath de la Torre como vocero del gobernador Carmelo Vargas
- Dagoberto Gama como el procurador Gilberto Ochoa
- Noé Hernández como jefe de seguridad del estado de Durango
- Sonia Couoh como la nana Juana Casimiro
- María Rojo como doña Chole
- Luis Fernando Peña como el Chamoy
- Gustavo Sánchez Parra como el Charro
- Sergio Mayer como presidente de México
- Hernán Mendoza como el Mazacote
- Livia Brito como Jazmín, protagonista de Los pobres también Aman
- Itatí Cantoral como Lucrecia, antagonista de Los pobres también Aman
- Jorge Poza como Rafael Lascurain, protagonista de Los pobres también Aman
- Kiara Coussirat como gemela Ana Garza
- Karol Coussirat como gemela Elena Garza
- Roger Cudney como el embajador Ford
- Ingrid Martz como Secretaria de vicepresidencia de TV MX
- Johanna Murillo como secretaria de dirección de TV MX
- Javier Escobar como el Mapache
- Sophie Alexander como Laura Cárdenas, reportera de TV MX
- José Concepción Macías como testigo
- Claudia Pineda como niña sin rostro
- Ernesto Gómez Cruz como señor humilde
- Juan Pablo Medina como novio
- Jorge Zárate como coronel
- Guillermo Larrea como reportero del escándalo 1
- Juan Martín Jáuregui como reportero del escándalo 2
- Javier Zaragoza como camarógrafo
- Rubén Camelo como ingeniero máster
- Tomás Rojas como analista
- Ari Gallegos como colaborador del opositor.
- Luciana González De Leó como reportera del escándalo 3
- Tony Flores como Tony Cuevas
- Humberto Busto como encargado del hotel
- Pedro Armendáriz Jr. como don Alejandro

## Producción

### Desarrollo
La película está producida por Bandidos Films, frecuente colaboradora del director Estrada. En la búsqueda de socios y financiamiento fueron rechazados por FOPROCINE. Sin embargo encontraron financiamiento por parte de EFICINE  (realizada con el estímulo fiscal del art. 226 de la LISR), FIDECINE (con un monto menor al solicitado), Estudios Churubusco, Gobierno del Estado de Durango y UNAM. En cuanto a la distribución, ésta iba a estar a cargo de Videocine, sin embargo a final de cuentas decidieron retirarse, por lo cual, finalmente pasó a manos de Bandidos Films y Alfhaville Cinema.
Los escritores trabajaron en el guion a lo largo de un año, hasta que a mediados del año 2012 dieron por concluida la primera etapa de escritura y la productora se dedicó a la búsqueda de socios y financiamiento. La preparación de la película inició en enero de 2013 y se prolongó a lo largo de cuatro meses en lo que sería la búsqueda de actores y un equipo detrás de cámara.
El título de la cinta se desprende de una frase que el escritor peruano Mario Vargas Llosa usó para describir el gobierno del Partido Revolucionario Institucional (PRI) en México: «Yo no creo que se pueda exonerar a México de esa tradición de dictaduras latinoamericanas (…) México es la dictadura perfecta. La dictadura perfecta no es el comunismo. No es la URSS. No es Fidel Castro. La dictadura perfecta es México (…) Tiene la permanencia, no de un hombre, pero sí de un partido que es inamovible.»

#### Temas reales satirizados
- Contratos entre Televisa y el PRI-PVEM: Después de los videoescándalos, Carmelo Vargas solicita ayuda a Televisión Mexicana (TV MX) para limpiar su imagen y buscar la presidencia de la república. Los correspondientes contratos de este acuerdo se filtran, y el diputado Agustín Morales intenta que se den a conocer. En la realidad se dieron a conocer los contratos que Televisa tenía para trabajar a favor del candidato Enrique Peña Nieto. Estos fueron escaneados y presentados en el periódico inglés The Guardian.[9]

- Caso Paulette Gebara Farah: La cinta presenta una historia donde el diputado Agustín Morales sufre un atentado, por lo que TV MX decide utilizar el secuestro de las hijas del matrimonio Garza como cortina de humo, dando una cobertura total en 24hrs en 30min, para tapar este caso y otros delitos del gobernador Vargas. Esta parte se adaptó ficticiamente para hablar sobre el caso de la niña Paulette, que fue un suceso periodístico y policiaco con bastantes huecos durante el proceso judicial y con un veredicto poco creíble. Al igual que su homólogo fílmico, el proceso tuvo un seguimiento continuo por parte de la empresa Televisa. En el filme, se le conoce a este proceso como «La Caja China».

- La señora de la casa: En una entrevista al presidente en el filme, se le pregunta sobre la importancia de los cambios económicos y como afectarían a la población mexicana, contestando que él no era la señora de la casa. Durante su campaña electoral, Enrique Peña Nieto contestó lo mismo cuando se le preguntó sobre la canasta básica. Este comentario fue objeto de burlas e indignación en redes sociales, debido tanto a la connotación machista como a la ignorancia reflejada.

- Fernández Noroña increpa a panistas: Durante el filme el diputado Agustín Morales se presenta en el congreso del estado solicitando la renuncia del gobernador Vargas, mientras hay empujones y gritos por parte de sus colegas políticos. En varias participaciones que tuvo en la cámara baja, Fernández Noroña criticó a Calderón y a varios diputados panistas. En varias comparecencias se escuchan gritos y abucheos de la oposición.

- Angélica Rivera: Para poder completar el dinero del rescate de las hijas de la familia Garza, el gobernador le pide un favor al productor en secreto. Casi al final de la película, vemos al gobernador Vargas en su campaña electoral rumbo a la presidencia de la república, acompañado de Jazmín, la estrella de la telenovela Los pobres también Aman (y con quien tiene una relación amorosa con el productor Carlos Rojo, casi al principio de la película), donde al parecer, ambos ya se encuentran casados. Esto refleja la imagen de la actriz Angélica Rivera, primero con su matrimonio con el productor Jose Alberto Castro, y posteriormente con su segundo matrimonio con el presidente Enrique Peña Nieto.

- Videoescándalos: En la película se observa al gobernador Carmelo Vargas recibiendo dinero de "el Mazacote", un presunto narcotraficante. Esto tiene paralelismo con el vídeo que fue presentado en El mañanero el 3 de marzo de 2004, donde se aprecia a René Bejarano, recibiendo fajos de billetes en un maletín por parte del empresario argentino Carlos Ahumada.

- Ya ni los negros: Esta frase fue usada por Vicente Fox durante su gobierno. Al igual que en el filme, causó revuelo al considerase como un comentario racista.

- Caso Florence Cassez: Al llegar el asunto del secuestro de las niñas Garza a un fin anticlimático que no esperaba Carlos Rojo, el productor de TV MX, los ejecutivos de la misma deciden montar un rescate, con toques de cinta de acción, usando elementos de la policía federal para elevar la audiencia que les faltaba y poder cerrar este tema de manera exitosa. Esta escena refleja el evento en que el gobierno decidió hacer un montaje de un operativo que atrapó a una banda de secuestradores donde estaba involucrada la ciudadana francesa Florence Cassez, radicada en México en 2005. Cuando se descubrió dicho montaje en 2013, la ciudadana francesa fue liberada por la evidente manipulación de pruebas del gobierno mexicano bajo la presión del gobierno francés.

- Otro peligro para México: Después de una visita que hizo el diputado Agustín Morales al productor Carlos Rojo para hacerle entrega de material multimedia que pone en evidencia los crímenes planeados por el gobernador Carmelo Vargas, Carlos Rojo dice en voz baja "Otro peligro para México". Andrés Manuel López Obrador, en su condición de candidato a la presidencia de México en el año 2006, fue constante y públicamente calificado como "Un peligro para México" por los políticos adeptos al PAN debido a sus abiertas intenciones de hacer modificaciones radicales en materia política, económica y social del país, en caso de ganar la presidencia.

- Catolicismo: Al final de la película, cuando el presidente vuelve a hacer el ridículo en el noticiero, el programa del día siguiente anuncia la visita del Papa Francisco a México para poder ocultar el ridículo causado. Regularmente las visitas papales a México siempre son seguidas por las televisoras en su completa totalidad, apelando a la fuerte devoción del pueblo mexicano. Coincidentemente, el Papa Francisco visitó México en el año 2016.

- Alianza electoral «Unidos por México»: Durante el spot político de Carmelo Vargas a la presidencia del país se muestran los símbolos de los partidos PRI, PAN y PRD, curiosamente 6 años después del estreno de la película se formó la Alianza Va por México formada por los 3 principales partidos de México para las elecciones federales de 2021.

### Rodaje
El rodaje de la película tuvo una duración de 10 semanas iniciando el 7 de abril de 2013 en la ciudad de Durango concluyendo en Ciudad de México con locaciones como la Universidad Nacional y en foros de los Estudios Churubusco. La filmación se llevó a cabo en formato digital 2K, con cámaras Arri Alexa. Finalmente, la película quedó terminada en marzo de 2014.

## Estreno

### Marketing
El 20 de agosto de 2014 fue estrenado el tráiler de la película. En la página oficial de Twitter de la película, el 11 de octubre fue lanzada una imagen en la que Damián Alcázar se muestra en la portada de la revista Time con la leyenda "Saving Mexico Again" haciendo parodia a la publicación donde aparecía el entonces presidente de México.

### En cines
Se estrenó el 16 de octubre en mil quinientas salas de cine de todo el país.

### Home media
La película fue estrenada en formato de DVD y Blu-ray el 23 de marzo. Dentro del material incluido se encuentran dos "making of", entrevistas, cerca de 40 minutos de escenas inéditas y una galería de fotos. Tuvo su estreno en Netflix el 1 de junio.

## Recepción

### Taquilla
En su fin de semana de estreno en México La dictadura perfecta recaudó $55.57 millones de pesos convirtiéndose en la segunda película mexicana con mejor recaudación después de No se aceptan devoluciones. Un mes después del estreno, la película logró ser la película mexicana más taquillera del año 2014 en México y quedó en tercer lugar entre las más taquilleras de toda la historia del país con $173,318,638 millones de pesos en taquilla y 3,833,393 asistentes. En su séptima y última semana en exhibición la película logró recaudar $188,160,777 y 4,163,702 asistentes.

### Premios
La película fue elegida por Academia Mexicana de Artes y Ciencias Cinematográficas para representar a México en la entrega XXIX de los Premios Goya 2015 en la categoría de mejor película Iberoamericana. El 14 de noviembre, la Academia de las Artes y las Ciencias Cinematográficas de España dio a conocer una lista compuesta por 15 títulos de las películas preseleccionadas, entre ellas representado a México, La dictadura perfecta. Finalmente el 7 de enero de 2015 se dio a conocer que no logró figurar entre los nominados.
El 23 de abril se dio a conocer que La dictadura perfecta logró 10 nominaciones a los Premios Ariel incluyendo las categorías de mejor película y mejor director. Finalmente logró siete nominaciones a la Diosa de Plata de las cuales solo se llevó el premio a "mejor papel de cuadro masculino".
| Palmarés                                 | Palmarés                        | Palmarés                                   | Palmarés  |
| Premio                                   | Categoría                       | Contendiente                               | Resultado |
| ---------------------------------------- | ------------------------------- | ------------------------------------------ | --------- |
| Premios Ariel                            | Mejor película                  | La dictadura perfecta                      | Nominada  |
| Premios Ariel                            | Mejor dirección                 | Luis Estrada                               | Nominado  |
| Premios Ariel                            | Mejor guion original            | Luis Estrada Jaime Sampietro               | Nominados |
| Premios Ariel                            | Mejor sonido                    | Santiago Nuñez Pablo Lach Jugó de la Cerda | Nominados |
| Premios Ariel                            | Mejor diseño de arte            | Salvador Parra                             | Nominado  |
| Premios Ariel                            | Mejor vestuario                 | Mariestela Fernández                       | Nominado  |
| Premios Ariel                            | Mejor maquillaje                | Felipe Salazar                             | Nominado  |
| Premios Ariel                            | Mejores efectos visuales        | Adriana Arriaga                            | Nominada  |
| Premios Ariel                            | Mejores efectos especiales      | Alejandro Vázquez                          | Nominado  |
| Premios Ariel                            | Mejor diseño de arte            | Salvador Parra                             | Nominado  |
| Diosas de Plata                          | Mejor película                  | La dictadura perfecta                      | Nominada  |
| Diosas de Plata                          | Mejor dirección                 | Luis Estrada                               | Nominado  |
| Diosas de Plata                          | Mejor actor                     | Alfonso Herrera                            | Nominado  |
| Diosas de Plata                          | Mejor coactuación masculina     | Tony Dalton                                | Nominado  |
| Diosas de Plata                          | Mejor coactuación femenina      | Silvia Navarro                             | Nominada  |
| Diosas de Plata                          | Mejor papel de cuadro masculino | Osvaldo Benavides                          | Ganador   |
| Diosas de Plata                          | Mejor edición                   | Mariana Rodríguez                          | Nominada  |
| Diosas de Plata                          | Mejor guion                     | Luis Estrada Jaime Sampietro               | Nominado  |
| Palm Springs International Film Festival | Cine Latino Award               | Luis Estrada                               | Nominado  |